# Diane Parry
Diane Parry (Pronúncia francesa: [djan paʁi]; nascido em 1 de setembro de 2002) é uma tenista profissional francesa. 
Em 1 de abril de 2024, ela alcançou a posição 51 no ranking de simples WTA. Em 4 de dezembro de 2023, ela alcançou a posição 74 no ranking de duplas. Ela foi a número 1 do mundo júnior em 2019.

## Carreira Júnior
Resultados em Grand Slam - Simples:
- Australian Open: 1R (2018)
- French Open: 2R (2019)
- Wimbledon: SF (2019)
- US Open: 2R (2018)

Resultados em Grand Slam - Duplas:
- Australian Open: 1R (2018)
- French Open: SF (2019)
- Wimbledon: QF (2018)
- US Open: QF (2019)

Parry tem um ranking combinado júnior ITF de número 1 do mundo, o mais alto da carreira, alcançado em 21 de outubro de 2019. Ela foi designada campeã mundial júnior da ITF em 2019.

## Carreira profissional

### 2017: Estreia no WTA Tour
Ela fez sua estreia em chave principal do WTA Tour no Aberto da França graças a um "wild card", em parceria com Giulia Morlet [en]; elas foram derrotadas pela dupla 13ª cabeça de chave de Kiki Bertens e Johanna Larsson, em dois sets na primeira rodada.
Parry venceu seu primeiro torneio do Circuito ITF, um torneio de US$ 15k, em Hammamet, Tunísia, em parceria com Yasmine Mansouri [en].

### 2018-19: estreia no Grand Slam
Ela fez sua estreia em simples em um Grand Slam no Aberto da França de 2018, entrando na qualificatória como "wild card", onde derrotou a 5ª cabeça de chave, Jana Fett, na primeira rodada, antes de perder para Rebecca Šramková [en] na segunda.
Parry fez sua estreia no sorteio principal de simples do Grand Slam no Aberto da França de 2019 como curinga, perdendo na segunda rodada para a 20ª cabeça-de-chave Elise Mertens, depois de ter vencido Vera Lapko na primeira. Mais tarde naquele ano, ela também fez sua estreia no Aberto dos Estados Unidos como curinga, perdendo na primeira rodada para Kristýna Plíšková.

### 2020-21: Primeiro título WTA 125
Em 2020, Parry conquistou seu primeiro título de simples do Circuito ITF em Antalya, Turquia, contra Berfu Cengiz na final.
Em 2021, Parry venceu três torneios ITF adicionais, em Périgueux, França, Torino, Itália e Sevilha, Espanha, obtendo seu recorde perfeito para 4–0 nas finais do Circuito ITF de que participou.
Ela alcançou sua primeira final no WTA Challenger Tour no Aberto da Argentina, perdendo em sets diretos para Anna Bondar. Duas semanas depois, ela ganhou seu primeiro torneio WTA 125 no Aberto de Montevidéu, vencendo a final contra Panna Udvardy [en].

### 2022: Terceira rodada do Aberto da França, primeira vitória entre as 3 primeiras, top 60
Parry fez sua estreia no top 100 em 28 de fevereiro de 2022, após sua estreia no Australian Open como "wild card" perdendo para Marta Kostyuk.
Parry chegou à segunda rodada do Aberto da França derrotando a defensora do título e número 2 do mundo, Barbora Krejcíková, sua primeira partida na carreira contra uma das 10 melhores jogadores e uma dos 50 melhores jogadoras. Em seguida, ela derrotou Camila Osorio para chegar à terceira rodada de um Grand Slam pela primeira vez em sua carreira. Ela perdeu para Sloane Stephens na terceira rodada.
Em 24 de outubro de 2022, Parry alcançou o 58º lugar no ranking WTA, o melhor da carreira.

### 2023: Segundo"wild card"do Australian Open, primeiro título WTA em duplas
Diane recebeu um "wild card" para o Australian Open, mas perdeu de forma contundente para outra "wild card", Taylor Townsend em sets diretos. Jogando no Mérida Open com Caty McNally, ela conquistou seu primeiro título de duplas, vencendo  Wang Xinyu e Wu Fang-hsien [en] na final. Chegou à semifinal do torneio de US$ 60k de Arcadia que perdeu para Arantxa Rus em sets diretos.
Na temporada em quadras de saibro, Diane chegou ao título no Trophée Clarins vencendo Caty McNally na final por desistência da adversária. Na sequência, chegou à semifinal do Makarska Open que perdeu para a eventual campeã Mayar Sherif em sets diretos. Depois disso, chegou à semifinal do Ladies Open Lausanne a qual perdeu para a eventual vice-campeã Clara Burel em jogo de três sets.
Diane não teve sucesso na temporada de quadras duras na América do norte e na Ásia, ficando nas primeiras rodadas dos torneios que participou.
De volta às quadras de saibro na Europa, Diane participou de dois torneios consecutivos em Heraklion, chegando à semifinal de um torneio de US$ 25k que perdeu para Andreea Mitu em sets diretos e à final de um de US$ 15k que perdeu para Sinja Kraus [en] em jogo de três sets.
Em novembro, aos vinte e um anos, Diane chegou à final do LP Open Chile, que perdeu para a, também jovem, tcheca de dezessete anos, Sára Bejlek, em sets diretos. No mês seguinte, Diane  chegou à final do Montevideo Open que perdeu em jogo de três sets para Renata Zarazúa [en].

### 2024
Diane iniciou a temporada no ASB Classic onde venceu Emina Bektas na primeira rodada, Lesia Tsurenko na segunda e perdeu para Wang Xiyu nas quartas de final, todos jogos de três sets. Depois disso, partiu para o Australian Open, no qual venceu a "cabeça de chave" N° 30 Wang Xinyu na primeira rodada em jogo de três sets,  Kamilla Rakhimova na segunda em sets diretos, e perdeu para Mirra Andreeva na terceira em jogo de três sets.
Prosseguindo sua campanha em quadras duras, agora no Oriente Médio, Diane participou do Abu Dhabi Open, onde, depois de passar pela qualificatória sem perder nenhum set, perdeu para a cabeça de chave N° 7 Daria Kasatkina na primeira rodada em jogo de três sets. Em seguida, tentou o Qatar Open, mas perdeu a primeira partida da qualificatória para Erika Andreeva em sets diretos. No giro americano, seu desempenho melhorou. Chegou às quartas de final do ATX Open onde perdeu para a cabeça de chave N° 1, Anhelina Kalinina; chegou às oitavas de final do Indian Wells Open onde perdeu para a cabeça de chave N° 9, Maria Sakkari; e à segunda rodada do Miami Open, onde perdeu para a cabeça de chave N° 11, Beatriz Haddad Maia, todos esses jogos em três sets.
Dando início à temporada em quadras de saibro, Diane participou com o Time França da Copa Billie Jean King na qual perdeu seu jogo contra Emma Raducanu em três sets e venceu seu jogo contra Katie Boulter em sets diretos. Em seguida, participou do Open Rouen Métropole no qual foi obrigada a se retirar do jogo da primeira rodada contra Anna Karolina Schmiedlova por contusão, depois de ter vencido o primeiro set. Em seu retorno ao circuito no Aberto de Roma, perdeu na primeira rodada para Anna Blinkova em sets diretos. Já no Aberto da França, venceu a "wild card" e compatriota, Fiona Ferro, na primeira rodada em jogo de três sets, mas perdeu na segunda para Elina Svitolina em sets diretos. Seu próximo compromisso, foi o Nottingham Open, no qual chegou às semifinais, onde perdeu para Karolína Plíšková em jogo de três sets.

## Estatísticas da carreira

### Quadros de linha de tempo
| V | F | SF | QF | #R | RR | Q# | P# | NQ | NP | Z# | PO | O | P | B | NTM | NTI | A | NO |

 •  (V) vencedor; (F) finalista; (SF) semifinalista; (QF) quartas de final; (#R) rodada 4, 3, 2, 1; (RR) round-robin; (Q#) rodada qualificatória;  (NQ) não qualificado; (NP) não participou;  (NO) não ocorreu; (TS) taxa de sucesso (eventos vencidos / participados); (V–P) jogos vencidos-perdidos.
 •  Para evitar confusões e contagem em duplicidade, esses quadros são atualizados após a conclusão de um torneio ou quando a participação de um jogador termina.

#### Simples
Atual após o Palermo Open de 2023.
| Torneio                  | 2018 | 2019 | 2020 | 2021 | 2022  | 2023 | TS                    | V–P                   | % de Vitórias         |
| ------------------------ | ---- | ---- | ---- | ---- | ----- | ---- | --------------------- | --------------------- | --------------------- |
| Torneios de Grand Slam   |      |      |      |      |       |      |                       |                       |                       |
| Australian Open          | NP   | NP   | Q1   | NP   | 1R    | 1R   | 0 / 2                 | 0–2                   | 0%                    |
| Aberto da França         | Q2   | 2R   | 1R   | 1R   | 3R    | 2R   | 0 / 5                 | 4–5                   | 44%                   |
| Wimbledon                | NP   | NP   | NO   | NP   | 3R    | 2R   | 0 / 2                 | 3–2                   | 60%                   |
| US Open                  | NP   | 1R   | NP   | NP   | 1R    |      | 0 / 2                 | 0–2                   | 0%                    |
| Vencidos-Perdidos        | 0–0  | 1–2  | 0–1  | 0–1  | 4–4   | 2–3  | 0 / 11                | 7–11                  | 39%                   |
| Representação nacional   |      |      |      |      |       |      |                       |                       |                       |
| Billie Jean King Cup     | NP   | NP   | NP   | NP   | QR    | NP   | 0 / 0                 | 1–0                   | 100%                  |
| WTA 1000                 |      |      |      |      |       |      |                       |                       |                       |
| Dubai / Qatar Open       | NP   | NP   | NP   | NP   | Q1    | NP   | 0 / 0                 | 0–0                   | –                     |
| Indian Wells Open        | NP   | NP   | NO   | NP   | Q1    | Q1   | 0 / 0                 | 0–0                   | –                     |
| Miami Open               | NP   | NP   | NO   | NP   | Q1    | NP   | 0 / 0                 | 0–0                   | –                     |
| Madrid Open              | NP   | NP   | NH   | NP   | Q1    | Q1   | 0 / 0                 | 0–0                   | –                     |
| Italian Open             | NP   | NP   | NP   | NP   | NP    | NP   | 0 / 0                 | 0–0                   | –                     |
| Canadian Open            | NP   | NP   | NO   | NP   | NP    |      | 0 / 0                 | 0–0                   | –                     |
| Cincinnati Open          | NP   | NP   | NP   | NP   | Q1    |      | 0 / 0                 | 0–0                   | –                     |
| Wuhan Open               | NP   | NP   | NO   | NO   | NO    |      | 0 / 0                 | 0–0                   | –                     |
| China Open               | NP   | NP   | NO   | NO   | NO    |      | 0 / 0                 | 0–0                   | –                     |
| Vencidos–Perdidos        | 0–0  | 0–0  | 0–0  | 0–0  | 0–0   | 0–0  | 0 / 0                 | 0–0                   | –                     |
| Estatísticas da carreira |      |      |      |      |       |      |                       |                       |                       |
| Torneios                 | 2018 | 2019 | 2020 | 2021 | 2022  | 2023 | TS                    | V–P                   | % de Vitórias         |
| Tourneios                | 0    | 2    | 1    | 2    | 13    | 4    | Total da carreira: 22 | Total da carreira: 22 | Total da carreira: 22 |
| Títulos                  | 0    | 0    | 0    | 0    | 0     | 0    | Total da carreira: 0  | Total da carreira: 0  | Total da carreira: 0  |
| Finais                   | 0    | 0    | 0    | 0    | 0     | 0    | Total da carreira: 0  | Total da carreira: 0  | Total da carreira: 0  |
| Vitórias-Derrotas Duro   | 0–0  | 0–1  | 0–0  | 0–0  | 8–8   | 0–1  | 0 / 10                | 8–10                  | 44%                   |
| Vitórias-Derrotas Saibro | 0–0  | 1–1  | 0–1  | 0–2  | 4–4   | 2–2  | 0 / 10                | 7–10                  | 41%                   |
| Vitórias-Derrotas Grama  | 0–0  | 0–0  | 0–0  | 0–0  | 2–1   | 1–1  | 0 / 2                 | 3–2                   | 60%                   |
| Vencidos-Perdidos geral  | 0–0  | 1–2  | 0–1  | 0–2  | 14–13 | 3–4  | 0 / 22                | 18–22                 | 45%                   |
| Ranking de final de ano  | 739  | 331  | 305  | 141  | 76    |      | US$ 1.418.916         | US$ 1.418.916         | US$ 1.418.916         |

#### Duplas
Atual após o Torneio de Wimbledon de 2023.
| Torneio                  | 2017 | 2018 | 2019 | 2020 | 2021 | 2022 | 2023 | TS                    | V–P                   | % de Vitórias         |
| ------------------------ | ---- | ---- | ---- | ---- | ---- | ---- | ---- | --------------------- | --------------------- | --------------------- |
| Torneios de Grand Slam   |      |      |      |      |      |      |      |                       |                       |                       |
| Australian Open          | NP   | NP   | NP   | NP   | NP   | 1R   | NP   | 0 / 1                 | 0–1                   | 0%                    |
| Aberto da França         | 1R   | 1R   | 3R   | 1R   | 1R   | NP   | 3R   | 0 / 6                 | 4–6                   | 40%                   |
| Wimbledon                | NP   | NP   | NP   | NO   | NP   | 2R   | NP   | 0 / 1                 | 1–1                   | 50%                   |
| US Open                  | NP   | NP   | NP   | NP   | NP   | NP   |      | 0 / 0                 | 0–0                   | –                     |
| Vencidos-Perdidos        | 0–1  | 0–1  | 2–1  | 0–1  | 0–1  | 1–2  | 2–1  | 0 / 8                 | 5–8                   | 38%                   |
| Representação nacional   |      |      |      |      |      |      |      |                       |                       |                       |
| Billie Jean King Cup     | NP   | NP   | NP   | NP   | NP   | QR   | NP   | 0 / 0                 | 1–0                   | 100%                  |
| Estatísticas da carreira |      |      |      |      |      |      |      |                       |                       |                       |
| Torneios                 | 1    | 1    | 2    | 2    | 2    | 5    | 2    | Total da carreira: 15 | Total da carreira: 15 | Total da carreira: 15 |
| Títulos                  | 0    | 0    | 0    | 0    | 0    | 0    | 1    | Total da carreira: 1  | Total da carreira: 1  | Total da carreira: 1  |
| Finais                   | 0    | 0    | 0    | 0    | 0    | 0    | 1    | Total da carreira: 1  | Total da carreira: 1  | Total da carreira: 1  |
| Vencidos-Perdidos geral  | 0–1  | 0–1  | 2–2  | 0–2  | 0–2  | 4–5  | 6–1  | 1 / 15                | 12–14                 | 46%                   |
| Ranking de final de ano  | 863  | 751  | 277  | 285  | 360  | 383  |      |                       |                       |                       |

## Finais da WTA na carreira

### Duplas: 1 (título)
| Legenda       |
| ------------- |
| Grand Slam    |
| WTA 1000      |
| WTA 500       |
| WTA 250 (1–0) |

| Finais por piso |
| --------------- |
| Duro (1–0)      |
| Grama (0–0)     |
| Saibro (0–0)    |
| Carpete (0–0)   |

| Status | V–D | Data     | Torneio             | Nível   | Piso | Parceira     | Oponentes                | Placar   |
| ------ | --- | -------- | ------------------- | ------- | ---- | ------------ | ------------------------ | -------- |
| Venceu | 1–0 | Fev 2023 | Mérida Open, México | WTA 250 | Duro | Caty McNally | Wang Xinyu Wu Fang-hsien | 6–0, 7–5 |

## Finais de WTA Challengers

### Simples: 4 (2 títulos, 2 vices)
| Status | V–D | Data     | Torneio                   | Piso   | Oponente       | Placar        |
| ------ | --- | -------- | ------------------------- | ------ | -------------- | ------------- |
| Perdeu | 0–1 | Nov 2021 | Argentina Open, Argentina | Saibro | Anna Bondár    | 3–6, 3–6      |
| Venceu | 1–1 | Nov 2021 | Montevideo Open, Uruguai  | Saibro | Panna Udvardy  | 6–3, 6–2      |
| Venceu | 2–1 | Mai 2023 | Trophée Clarins, França   | Saibro | Caty McNally   | W.O.          |
| Perdeu | 2–2 | Dez 2023 | Montevideo Open, Uruguai  | Saibro | Renata Zarazúa | 5–7, 6–3, 4–6 |

## Finais do Circuito ITF
| Legenda                 |
| ----------------------- |
| Torneios de US$ 100,000 |
| Torneios de US$ 80,000  |
| Torneios de US$ 60,000  |
| Torneios de US$ 40,000  |
| Torneios de US$ 25,000  |
| Torneios de US$ 15,000  |

### Simples: 4 (4 títulos)
| Status | V–D | Data     | Torneio               | Nível  | Piso   | Oponente        | Placar   |
| ------ | --- | -------- | --------------------- | ------ | ------ | --------------- | -------- |
| Venceu | 1–0 | Dez 2020 | ITF Antalya, Turquia  | 15.000 | Saibro | Berfu Cengiz    | 6–3, 6–1 |
| Venceu | 2–0 | Jun 2021 | ITF Périgueux, França | 25.000 | Saibro | Elsa Jacquemot  | 6–3, 6–1 |
| Venceu | 3–0 | Jul 2021 | ITF Turim, Itália     | 25.000 | Saibro | Lucia Bronzetti | 6–4, 6–2 |
| Venceu | 4–0 | Out 2021 | ITF Sevilha, Espanha  | 25.000 | Saibro | Elina Avanesyan | 6–2, 6–0 |

### Duplas: 3 (3 títulos)
| Status | V–D | Data     | Torneio               | Nível  | Piso   | Parceira             | Oponentes                            | Placar   |
| ------ | --- | -------- | --------------------- | ------ | ------ | -------------------- | ------------------------------------ | -------- |
| Venceu | 1–0 | Out 2017 | ITF Hammamet, Tunísia | 15.000 | Saibro | Yasmine Mansouri     | Dominique Karregat Caroline Roméo    | 6–1, 6–1 |
| Venceu | 2–0 | Ago 2020 | ITF Oeiras, Portugal  | 15.000 | Saibro | Eva Guerrero Álvarez | Francisca Jorge Olga Parres Azcoitia | 7–6, 6–0 |
| Venceu | 3–0 | Jun 2021 | ITF Périgueux, França | 25.000 | Saibro | Margot Yerolymos     | Sada Nahimana Anna Sisková           | 6–4, 6–2 |

## Top 10 wins
| Temporada | 2022 | Total |
| --------- | ---- | ----- |
| Vitórias  | 1    | 1     |

| #    | Jogadora           | Ranking | Evento           | Piso   | Rd | Placar        | RDP    |
| ---- | ------------------ | ------- | ---------------- | ------ | -- | ------------- | ------ |
| 2022 |                    |         |                  |        |    |               |        |
| 1.   | Barbora Krejčíková | No. 2   | Aberto da França | Saibro | 1R | 1–6, 6–2, 6–3 | No. 97 |